# 夏日布魯斯
《夏日布鲁斯》是一首共同創作歌曲，由美國搖擺舞曲藝術家埃迪·科克倫錄製。它是由科克倫和他的經理Jerry Capehart在20世紀50年代後期寫成。最初作為一首B面單曲於1958年8月發行並在1958年9月29日登上告示牌百强单曲榜第八位，和英國單曲排行榜第十八位. 許多藝人曾翻唱過它，包括乡村音乐歌手阿蘭·傑克遜，以及谁人樂隊和Blue Cheer。

## 脚注